# Procainamida
A procainamida é um fármaco do grupo dos antiarrítmicos da classe I, que é usado no tratamento da arritmia cardíaca. Menos efeitos antimuscarínicos que com quinidina.

## Usos clínicos
- Arritmias auriculares
- Arritmias ventriculares pós enfarte do miocárdio (segunda escolha depois da lidocaína).

## Mecanismo de acção
Bloqueia os canais de sódio activos nos miócitos condutores, ou seja bloqueia mais os canais recentemente activos (impedindo batimentos imediatamente seguidos).
Bloqueia em grau menor os canais de potássio.
Tem efeitos anti-muscarinicos (receptor muscarínico do sistema parassimpático) no coração.

## Administração
Vias intravenosa, intramuscular e oral. Metabolização hepática.

## Efeitos clinicamente úteis
Prolonga o intervalo QRS no electrocardiograma, prolongado o potencial de acção. Diminui a frequência cardiaca.
É antagonista fraco dos receptores adrenérgicos (sistema simpático) alfa, produzindo vasodilatação.

## Efeitos adversos
- Hipotensão

Um terço dos doentes a longo prazo:
- Lupus eritematoso temporário reactivo ao fármaco.

Em 10% dos doentes:
- Náuseas e diarréia

Incomuns:
- Pleurite
- Nova arritmia
- Pericardite
- Doença pulmonar
- Febre
- Reacções alérgicas